# Гриселда Бланко
Ана Гриселда Бланко Рестрепо (на испански: Ana Griselda Blanco Restrepo) е колумбийска наркотрафикантка и престъпница, основателка на картела Меделин.
Тя е член на ръководството на картела Меделин и пионерка в трафика на кокаин и престъпността в Маями през 70-те и 80-те години на XX век, спонсорирайки Пабло Ескобар в ранните му дни в наркотрафика и контролирайки разпространителните мрежи в този град.
Най-популярният ѝ псевдоним – Черната вдовица, се дължи на факта, че се омъжвала няколко пъти и била заподозряна в причиняване на смъртта на съпрузите си. По едно време е смятана за най-богатата жена в света.
След като действа безнаказано в продължение на две десетилетия, тя е пратена в затвора през 1985 г. за убийството на двама кубински наркотрафиканти, като си възвръща свободата през 2000 година, след като сключва сделка с ФБР. Тя и братята Очоа и Карлос Ледер са единствените колумбийски босове от картела Меделин, които са осъдени и излежават присъдите си.
Убита е в Колумбия заради неуредени сметки.

## Личен живот
Гриселда Бланко е родена на 15 февруари 1943 г. в Картехена, Колумбия. Няколко източника, включително синът ѝ Майкъл, оспорват родното ѝ място, като посочват, че Гриселда е родена в град Санта Марта.
На 14-годишна възраст тя бяга от майка си, след като е изнасилена от доведения си баща. Омъжва се за Карлос Трухильо, първия си съпруг, с когото има трима синове – Убер, Освалдо и Диксън. След раждането на децата им Трухильо е принуден да избяга, защото Бланко го заплашва, че ще го убие, ако остане с нея.
През 70-те години Гриселда и Алберто Браво, вторият ѝ съпруг, емигрират в Съединените щати, като се установяват в град Куинс, Ню Йорк, и там създават голям бизнес с кокаин. Бланко убива Браво, тъй като разбира за изневерите му.
Третият ѝ съпруг е Дарио Сепулведа, с когото има син на име Майкъл Корлеоне. Бащата, след поредица от брачни спорове, е убит в Меделин, защото отвежда сина им там.
Смята се, че Гриселда убива съпрузите си (нещо, което тя отрича), откъдето идва и прякорът ѝ Черната вдовица, подобно на паяците със същото име, защото след връзките им с нея те умират.

## Престъпна дейност
През април 1975 г. на Гриселда Бланко са повдигнати федерални обвинения в заговор за търговия с наркотици, заедно с 30 от нейните подчинени (по онова време това е най-големият случай на трафик на кокаин в историята). Бланко бяга в Колумбия, преди да бъде арестувана, но се завръща в Маями в края на 80-те години.
Бланко е известна с участието си в насилието, свързано с наркотици, известно като Кокаиновите каубои, което разтърсва Маями от средата на 70-те до началото на 80-те години. През 1994 г. тя е обвинена в смъртта на кубинските наркотрафиканти Алфредо и Грисел Лоренсо и Джони Кастро.
Като оказват натиск върху един от нейните помощници, шерифската служба на окръг Маями-Дейд и държавният прокурор събират достатъчно доказателства, за да я обвинят в трите убийства. Делото обаче се проваля поради технически детайл, който ѝ позволява да избегне нова присъда, и Бланко е освободена на 6 юни 2004 г., след като прекарва десет години в затвора.
През 2008 г., според ФБР, е осъществен контакт с Александър, когото Интерпол свързва с престъпни деяния, убийства и разпространение на наркотици в Еквадор.
Бланко е депортирана в Колумбия през 2004 г. Преди смъртта си през 2012 г. тя е видяна за последно на международното летище Ел Дорадо.

## Убийство
В следобедните часове на 3 септември 2012 г. Гриселда Бланко е убита в близък месарски магазин. 25-годишен въоръжен мъж слиза от мотоциклет пред магазина, изважда пистолет, прострелва Бланко два пъти в главата, след което спокойно се връща до мотоциклета си и изчезва от града. Тя е откарана в болница, където умира на 69-годишна възраст.

## В популярната култура
- Пабло Ескобар, босът на злото (2012), колумбийски сериал, продуциран за Каракол Телевисион. Лусес Веласкес изпълнява ролята на Гриселда.
- Черната вдовица (2014), теленовела, продуцирана от Ар Ти И Телевисион, Телевиса и Каракол Телевисион. Ана Серадия изпълнява ролята на Гриселда.
- Бял рай (2023/24), колумбийски сериал, продуциран за Каракол Телевисион. Лина Техейро изпълнява ролята на Гриселда.
- Гриселда (2024), американски сериал, продуциран за Нетфликс. София Вергара изпълнява ролята на Гриселда.